# ガヨ語
ガヨ語（ガヨご、Gayo）は、オーストロネシア語族のマレー・ポリネシア語派に属する言語である。話者は北スマトラ州の山岳地域やアチェ州の中アチェ県、東アチェ県、ガヨ・ルス県などに居住するガヨ族の人々である。話者数は1989年の調査で18万人、2000年の調査で30万人である。
ガヨ語はアチェ州の中で他の言語と相違を示す。言語にとどまらず、ガヨ族の芸術や文化もアチェ族とは異なっている。
1907年にG.A.J. Hazeuは、オランダ領東インドの植民政府のために、初のガヨ語・オランダ語辞典を作成した。